# Erich Riedl
Erich Riedl (* 23. Juni 1933 in Eger, Tschechoslowakei; † 8. September 2018 in München) war ein deutscher Politiker (CSU).
Er war von 1987 bis 1993 Parlamentarischer Staatssekretär beim Bundesminister für Wirtschaft.

## Leben
Nach der Vertreibung der Familie aus dem Sudetenland machte Riedl 1952 in Münchberg in Oberfranken das Abitur und trat anschließend als Inspektoranwärter in den Dienst der Deutschen Bundespost ein. Bis 1959 war er als Postinspektor beim Postscheckamt in Nürnberg tätig. Nebenberuflich absolvierte Riedl ein Studium der Betriebswirtschaftslehre und wurde anschließend in den höheren Postdienst übernommen. 1962 promovierte er zum Dr. rer. pol. an der Universität Erlangen-Nürnberg mit der Arbeit Die Bankenaufsicht in der Verkehrswirtschaft, insbesondere in Deutschland.
Riedl wurde 1965 (damals regierte das Kabinett Erhard I) politischer Referent des damaligen Bundesministers für das Post- und Fernmeldewesen Richard Stücklen. Stücklen (der das Amt 1957 bis 1966 innehatte) wurde im Januar 1967 Vorsitzender der CSU-Landesgruppe; Riedl war von 1966 bis 1969 Stücklens persönlicher Referent.
Von 1974 bis 1981 war er Präsident des Fußballvereins TSV 1860 München und führte den Verein zeitweise zurück in die Fußball-Bundesliga; er gilt als mitverantwortlich für einen Lizenzentzug im Sommer 1982, der für 1860 den Zwangsabstieg in die Bayernliga zur Folge hatte.
Wegen Verdachts der Vorteilnahme im Rahmen der Steueraffäre um den Rüstungslobbysten Karlheinz Schreiber wurde 1996 seine Immunität als Bundestagsabgeordneter aufgehoben; die Staatsanwaltschaft Augsburg ordnete eine Hausdurchsuchung an.
Der Deutsche Bundestag hat im November 1997 seine Immunität wiederhergestellt, nachdem die Ermittlungen der Staatsanwaltschaft Augsburg ohne Ergebnis verlaufen waren. Später musste die Staatsanwaltschaft Augsburg das Ermittlungsverfahren gegen Riedl gemäß § 170 Abs. 2 StPO mangels Tatverdacht einstellen. Nach der Bundestagswahl 1998 – Riedl war nun kein Abgeordneter mehr und hatte deshalb keine Immunität mehr – wurde das Ermittlungsverfahren gegen ihn neu eröffnet und eineinhalb Jahre (bis März 2000) offen gehalten, obwohl es keinerlei neue Anhaltspunkte und auch keine Ermittlungshandlungen gegen ihn gab.
Riedl war Regierungsberater Angolas und erster Vorsitzender der Deutsch-Angolanischen Wirtschaftsinitiative (DAWI).
Riedl war verheiratet und hatte drei Kinder.

## Politik
Von 1971 bis 1994 war Riedl stellvertretender Vorsitzender der CSU in München.
Riedl war von 1969 bis 1998 Mitglied des Deutschen Bundestages. Hier war er von 1982 bis 1987 stellvertretender Vorsitzender des Haushaltsausschusses.
Erich Riedl ist 1969 und 1972 über die Landesliste Bayern und danach stets als direkt gewählter Abgeordneter des Wahlkreises München-Süd in den Bundestag eingezogen. Bei der Bundestagswahl 1998 verlor Riedl seinen Wahlkreis an Christoph Moosbauer (SPD) und schied aus dem Bundestag aus.
Nach der Bundestagswahl 1987 wurde Riedl zum 12. März 1987 als Parlamentarischer Staatssekretär beim Bundesminister für Wirtschaft in die von Bundeskanzler Helmut Kohl geführte Bundesregierung (Kabinett Kohl III) berufen. Anlässlich einer Kabinettsumbildung des Kabinetts Kohl IV schied er am 22. Januar 1993 aus dem Amt; sein Nachfolger wurde Reinhard Göhner (CDU).
Riedl diente in dieser Zeit drei Wirtschaftsministern:
- Martin Bangemann (FDP, bis 9. Dezember 1988)
- Helmut Haussmann (FDP)
- Jürgen Möllemann (FDP) (18. Januar 1991 bis zu dessen Rücktritt am 21. Januar 1993)

Riedl war auch Koordinator der Bundesregierung für Luft- und Raumfahrt.

## Ehrungen und Auszeichnungen
- 1978: Verdienstkreuz 1. Klasse des Verdienstordens der Bundesrepublik Deutschland
- Bayerischer Verdienstorden